# Olbia
Olbia (sardiska: Terranoa) är en stad och kommun i Sassari på Sardinien i Italien. Den var fram till 2016 tillsammans med Tempio Pausania huvudort i den tidigare provinsen Olbia-Tempio. Kommunen hade 60 261 invånare (2017). Olbia gränsar till kommunerna Alà dei Sardi, Arzachena, Golfo Aranci, Loiri Porto San Paolo, Monti, Padru, Sant'Antonio di Gallura, Telti och San Teodoro.